# Dongen (plaats)
Dongen (uitspraakⓘ) is de hoofdplaats  van de gelijknamige gemeente Dongen in de provincie Noord-Brabant. Het dorp telt zo'n 24.955 inwoners en heeft een industrieel karakter.
De lederindustrie maakte Dongen een belangrijk onderdeel van De Langstraatregio. Daarnaast is het historisch gezien onderdeel van de Baronie van Breda.
De gemeente Dongen bestaat sinds 1 januari 1997 uit het grotere Dongen, het landelijk gelegen dorp 's Gravenmoer en de kleine groene kernen Vaart en Klein-Dongen.

## Toponymie

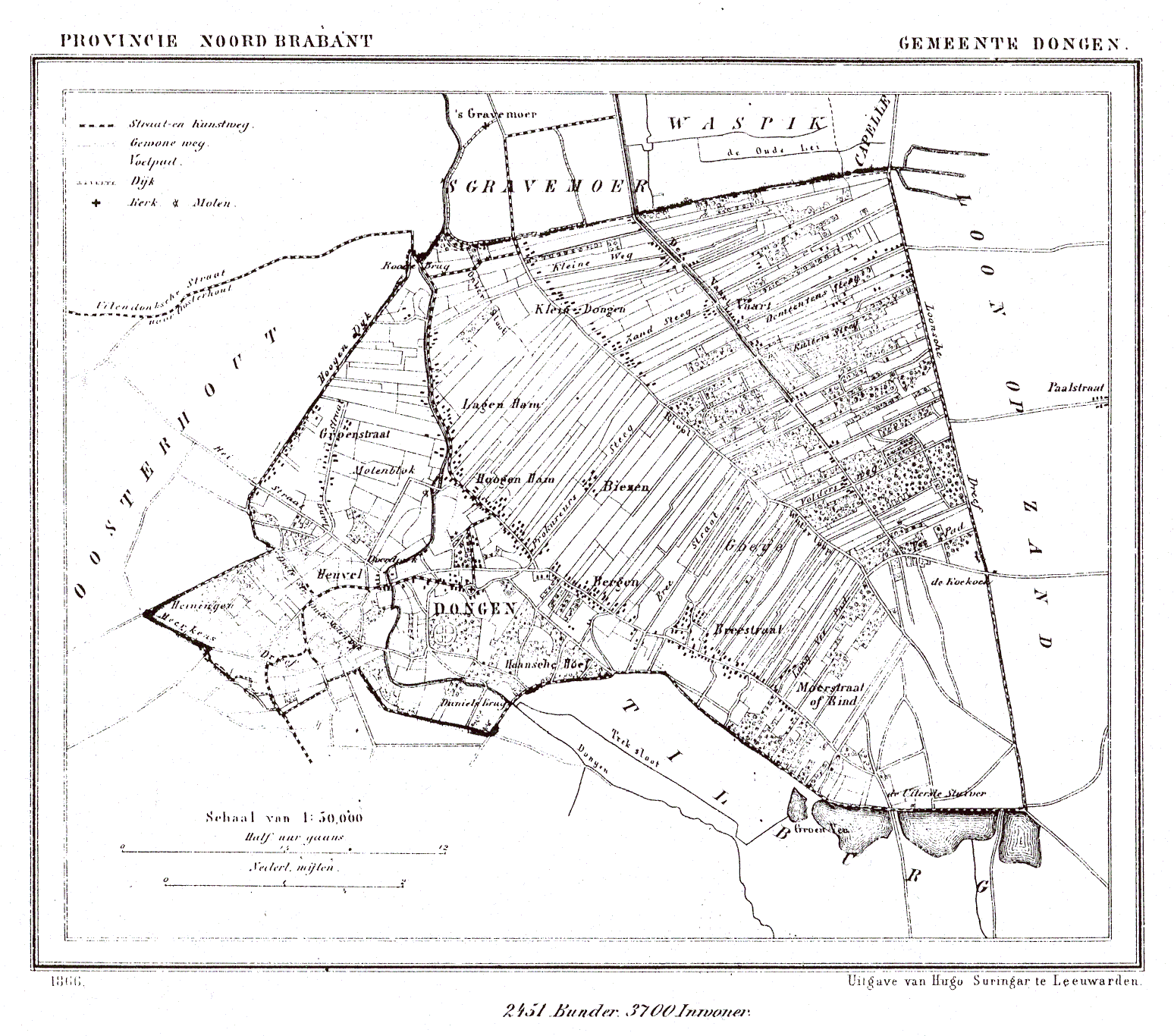
Dongen in 1866

De eerste bewoners van Dongen woonden op donken, hooggelegen zandruggen te midden van veen- en of kleigebieden. Het riviertje waaraan Dongen ontstond werd, zoals veel rivieren, de Aa genoemd en zo ontstond de benaming Donken aan de Aa of Donkaa. Hieruit ontstond uiteindelijk de naam Dongen voor de plaats en Donge voor de beek.

## Geschiedenis
Bestuurlijk gezien behoorde Dongen tijdens het ancien régime tot de Baronie van Breda. In 1330 werd Dongen een hoge heerlijkheid en de eerste heer was Willem van Duivenvoorde, die korte tijd later het Kasteel Dongen liet bouwen. Omstreeks dezelfde tijd werd ook de watermolen van Dongen gebouwd. Door doodslag te begaan verloor de laatste heer in 1513 zijn rechten en kwam het kasteel aan het Huis Nassau. Reeds in de 18e eeuw waren er enkele leerlooierijen. Gedurende de 19e eeuw zou zich deze activiteit, samen met de schoenindustrie, op industriële schaal ontwikkelen.

## Wijkindeling
- Plan West I
- Plan West II
- De Biezen
- Centrum
- Oud Dongen
- De Hoge Akker
- De Beljaart

## Economie
Historisch gezien was de leder- en schoenindustrie belangrijk voor Dongen. Het belang van deze industrie klinkt nog door in de namen van belangrijke instanties, zoals het Cambreur College. Nog steeds is er een leerlooierij onder de naam Ecco actief.
Bekende Dongense fabrieken zijn gelatinefabriek Trobas en Coca-Cola Enterprises Nederland BV (CCE), de enige Nederlandse productievestiging van Coca-Cola. Hier werd in het begin van de 21e eeuw ook de productie uit Schiedam naar overgebracht.

## Bezienswaardigheden
- Gemeentehuis, uit 1857

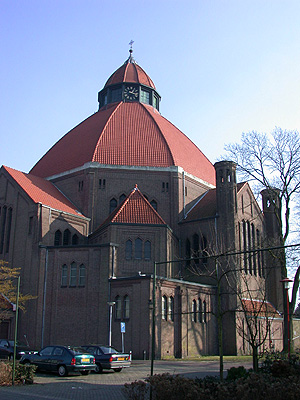
Sint-Laurentiuskerk

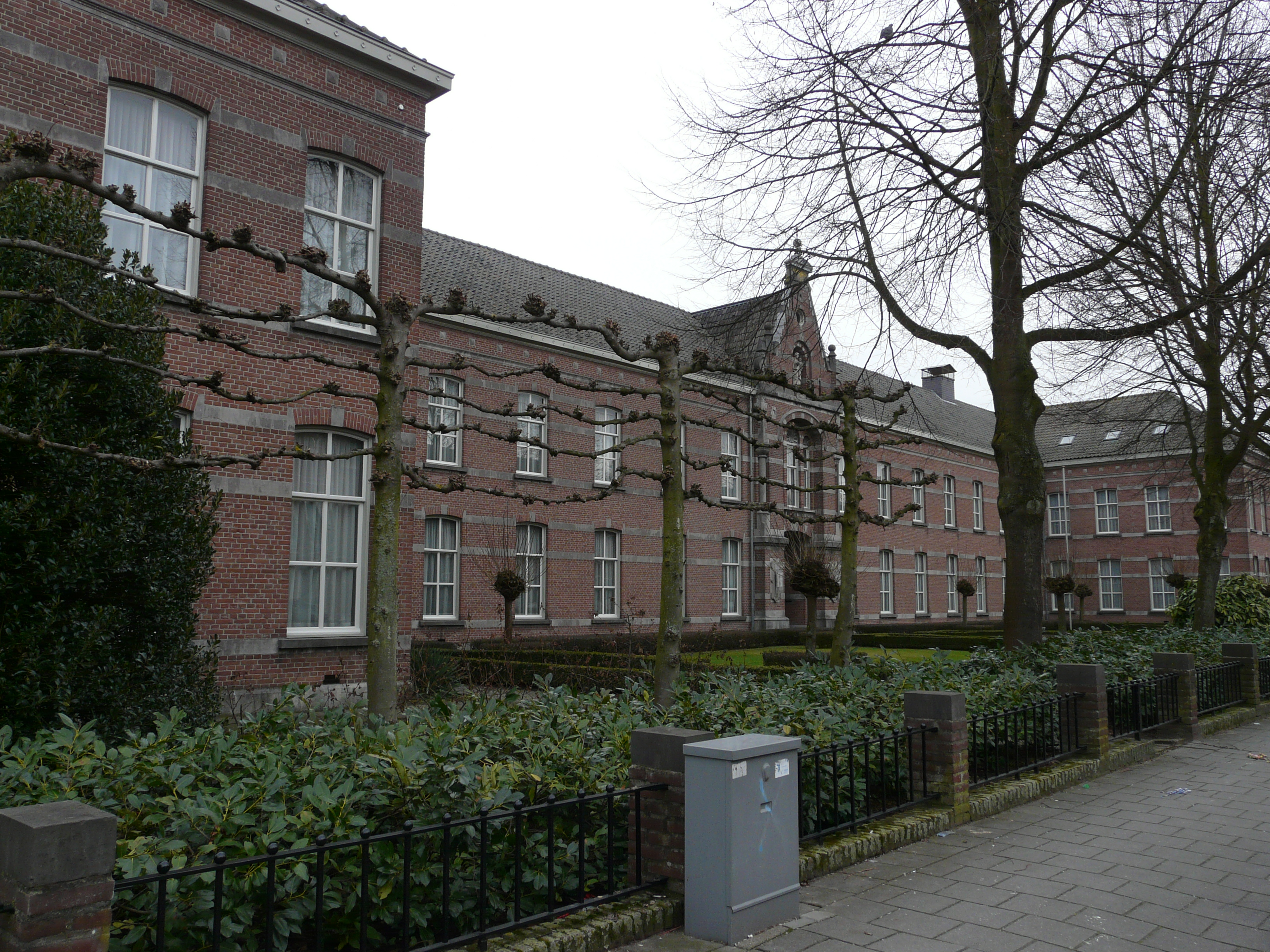
Franciscanessenklooster

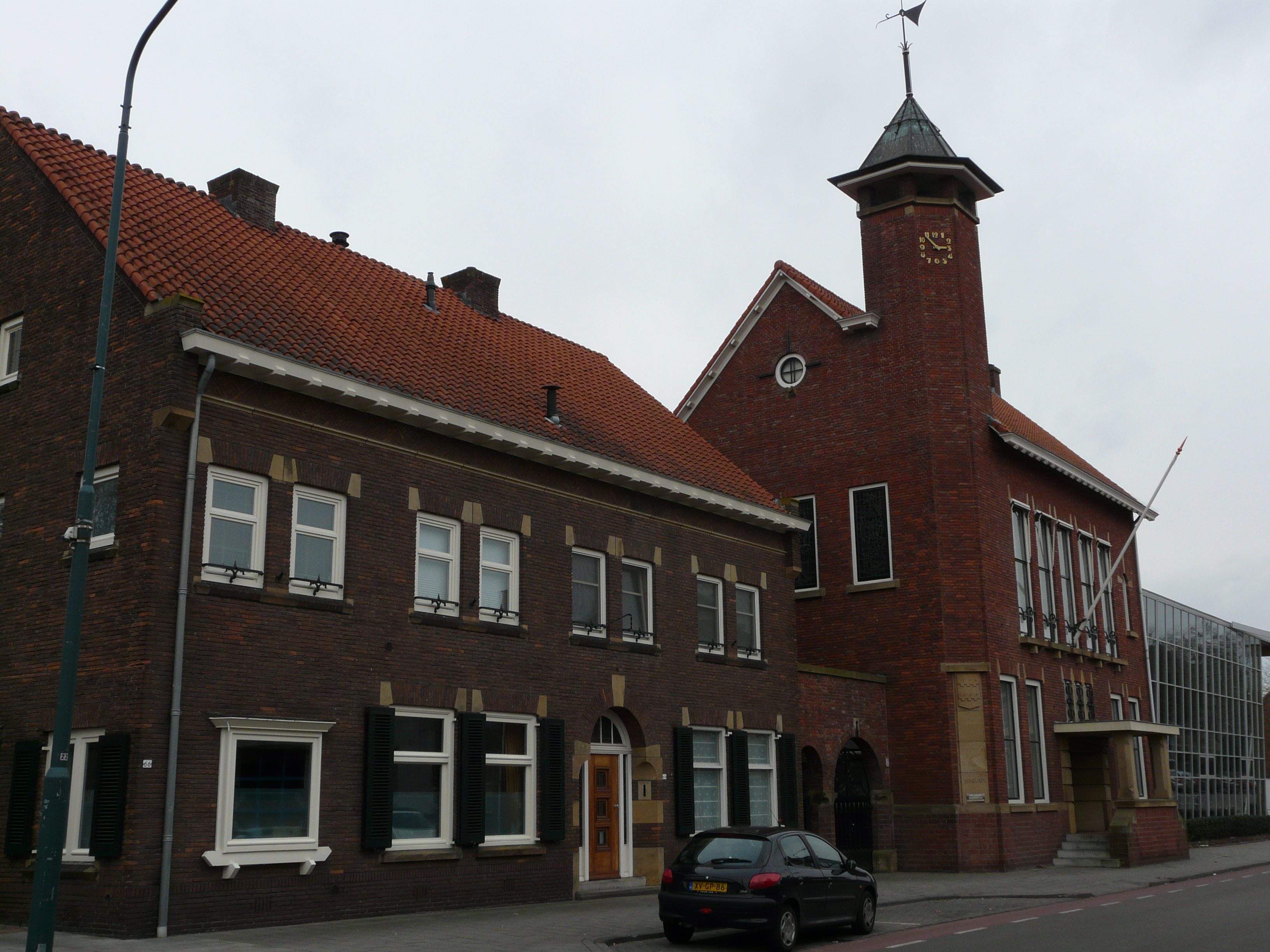
Gemeentehuis van Dongen

- Sint-Laurentiuskerk, een belangrijk werk van Joseph Cuypers, ook wel bekend als de "Koepelkerk"
- Oude Kerk, de hervormde kerk. Een gotisch gebouw met 14e-eeuwse toren, 15e-eeuws koor en dwarspand, en ingestort schip.
- Het Franciscanessenklooster aan de Hoge Ham, uit 1898
- De Kerkstraat, is de oorspronkelijke hoofdstraat van Dongen, met de Oude Kerk, De Looierij, een dwarsgevelboerderij uit 1782 en een Vlaamse schuur. Voorts waren hier de belangrijkste schoenfabrieken en leerlooierijen gevestigd, waaronder schoenfabriek Smits.
- Stellingmolen Koningin Wilhelmina
- Watertoren
- Restant van windmolen De Hoop
- Diverse woonhuizen, waaronder enkele schoenmakershuizen zoals Kerkstraat 15; fabrikantenwoningen zoals Lage Ham 16, behorend bij Leerlooierij Bierwagen (1880) en Hoge Ham 100, van leerfabrikant Broeders uit 1895, villa "Vredenoord" aan Hoge Ham 65, en villa "Berkenheuvel" aan Heuvelstraat 8, in chaletstijl.
- Diverse industriële monumenten zoals de voormalige leerlooierij aan de Klein Dongenseweg 13-15 uit het midden van de 19e eeuw, looierij Hessels aan de Kerkstraat 33 (nu: museum DE LOOIERIJ), leerfabriek Driessen aan Hoge Ham 7-9, en leerfabriek F. van den Assum aan de Heuvelstraat 15, uit omstreeks 1900. Voorts schoenfabrieken als Schoenfabriek J.A. Ligtenberg (JAL) aan de Sint-Josephstraat 39, uit 1880, 1912 en 1920; Schoenfabriek Smits & Cie., uit de jaren 20 van de 20e eeuw; Fabriek van Looiextracten Tanin aan de Kanaaldijk 13, uit 1916 met uitbreidingen tot 1950 en bestaande uit productiehallen en een schoorsteen.
- Diverse boerderijen, zoals Heuvelstraat 6, met een origineel interieur; langgevelboerderij aan Eindsestraat 38, uit de 18e eeuw, met Vlaamse schuur uit dezelfde tijd; kortgevelboerderij aan Eindsestraat 12.

Zie ook:
- Lijst van rijksmonumenten in Dongen
- Lijst van gemeentelijke monumenten in Dongen

## Musea
- De Looierij is gevestigd in een historische leerlooierij (1890) en toont in het gebouw het hele bewerkingsproces van het leerlooiproces vroeger en nu.
- De IJzertijdboerderij, aan de Oude Oosterhoutsebaan.

## Natuur en landschap
Dongen is ontstaan op natuurlijke hoogten nabij het dal van de Donge, die de kom van zuid naar noord doorsnijdt. Direct ten zuiden van de kom van Dongen bevindt zich het Wilhelminakanaal met ten zuiden daar weer van het bedrijventerrein Tichelrijt.
In het centrum van Dongen ligt het kleine zandverstuivingsgebiedje De Bergen. Ten zuidwesten van Dongen ligt natuur- en recreatiegebied De Duiventoren, vooral uit naaldbos bestaand, en naar het zuidoosten ligt, op de zuidoever van het kanaal, het broekgebied Lange Rekken.
Voor het overige wordt Dongen omgeven door landbouwontginningen, die voornamelijk op zandgrond liggen.

## Cultuur en verenigingsleven
Het gebouw waar de meeste culturele activiteiten gebeuren en waar ook de bibliotheek Theek 5 is gevestigd heet De Cammeleur, een multifunctionele accommodatie aan de Hoge Ham in het centrum van Dongen. Dit gebouw is in september 2018 opgeleverd. Voor jongeren is er een jongerencentrum genaamd "JC De Poort" gelegen naast de Laurentiuskerk (Koepelkerk).

## Evenementen

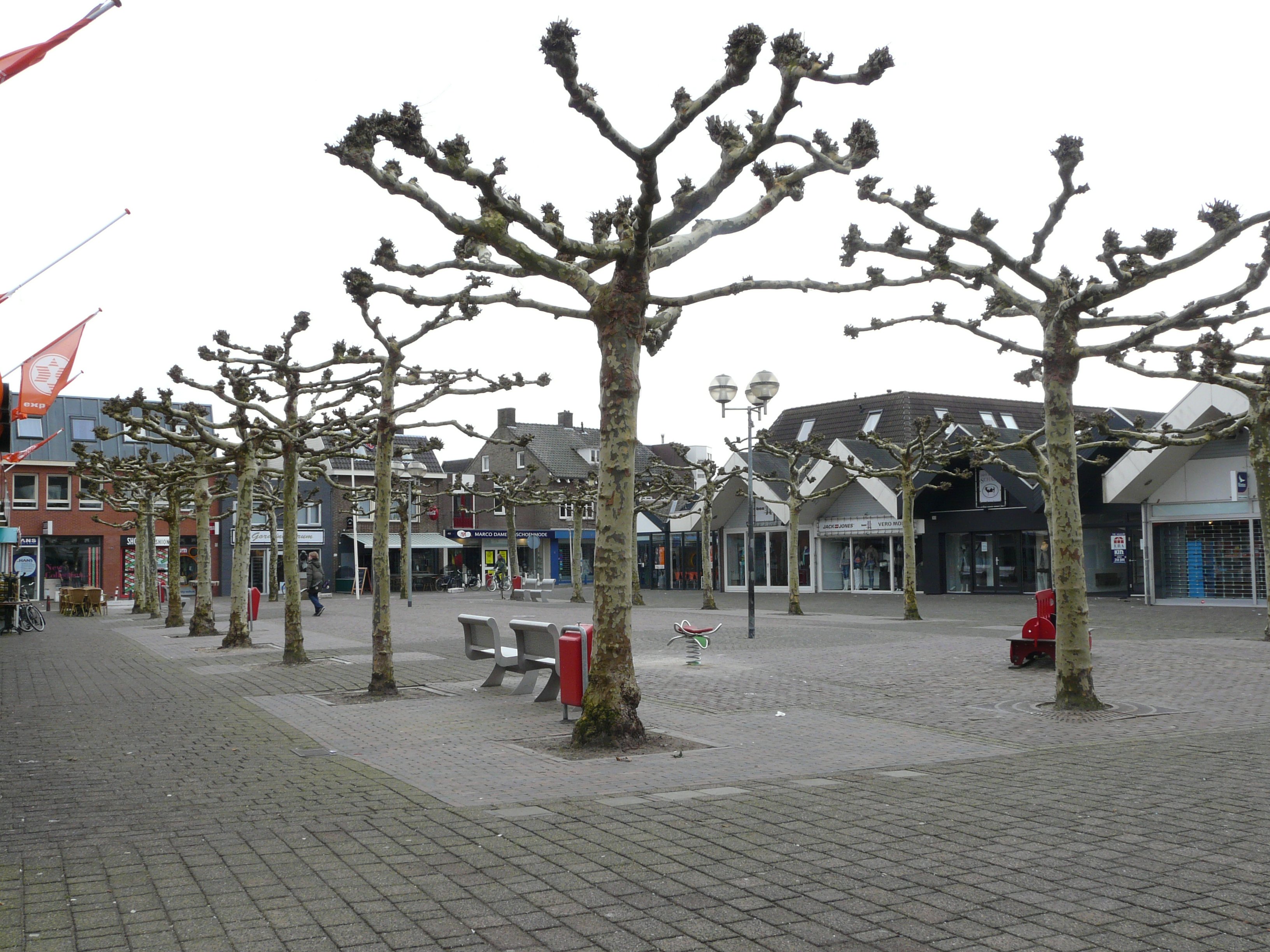
Winkelcentrum Dongen

- Zomerspelen
- Winterspelen
- Jaarmarkt
- Dag van het Park
- Oranjeparkfestival
- Dwars door Dongen
- Dongen Ice
- Dongen Draait Door
- Dongense Dorps Quiz
- Verrassend Dongen

## Verenigingen (onvolledige lijst)
- Voetbalvereniging VV Dongen
- Voetbalvereniging DVVC
- Voetbalvereniging Olympia '60
- Hockeyclub M.H.C. Liberty
- Zwemvereniging De Vennen
- Handbalvereniging HV Dongen
- Badmintonvereniging Shot, Dongen
- Atletiek- en Trimvereniging Atledo
- Gymnastiekvereniging DIA, Dongen
- Tafeltennisvereniging BSM Dongen
- Tennisvereniging T.C. Basdongen
- Wandelsportvereniging WIK, Dongen
- Hengelsportvereniging De Ruischvoorn, Dongen
- Scouting Laurentius Dongen
- Scouting Sint Jozef Dongen
- Scouting De Stormvogels
- Koninklijke Muziekvereniging Dongen
- Seniorenharmonie Dongen
- Bridgeclub Bridge 82
- Toerfietsclub TC de Kleppers

## Voorzieningen
- Winkelcentrum Dongen
- Zwemaccommodatie De Vennen
- Sporthal De Salamander

## Onderwijs
Basisonderwijs
- Basisschool: St. Jan (katholiek)
- Basisschool: J.J. Anspachschool (protestants-christelijk)
- Basisschool: Heilig Hartschool (katholiek)
- Basisschool: Westerkim (openbaar)
- Basisschool: De Vlinderboom (katholiek)
- Basisschool: De Biezenkring (openbaar)
- Basisschool: Achterberg (katholiek)

Voortgezet onderwijs
- Cambreur College (tto, vmbo, havo en vwo)

## Sport
Op zondag 21 augustus 2022 liep de route van de derde etappe (van Breda naar Breda) van de Ronde van Spanje 2022 door Dongen.

## Geboren
- Theodorus Martinus Roest (1832-1898), numismaat en conservator
- Cornelis Leonardus Bressers (1856-1933), ondernemer en politicus
- Jan Willemen (1912-1985), graficus
- H.G. de Bont (1920-1969), schrijver
- Frans Verheijen (1922-1979), politicus
- Joost Borm (1956), atleet
- Véronique Akkermans (1966), judoka
- Karel Willemen (1967), industrieel vormgever
- Rolf Snoeren (1969), modeontwerper
- Simone Atangana Bekono (1991), schrijfster
- Marlou Peeters (1991), voetbalster
- Anne Haast (1993), schaakster
- Cathelijn Peeters (1996), atlete
- Jolijn de Haan (2002), volleybalster

## Elders geboren bekende inwoners
- Hans Zimniak (1929-2006), bokser
- Lia Louer-Hinten (1942-2021), atlete
- Kelly van Zon (1987), tafeltennisster
- Nadine Broersen (1990), atlete

## Nabijgelegen kernen
's Gravenmoer, Oosteind, Oosterhout, Dorst, Rijen, De Moer, Dongense Vaart, Klein-Dongen, Kaatsheuvel